# Aajuitsup Tasersua

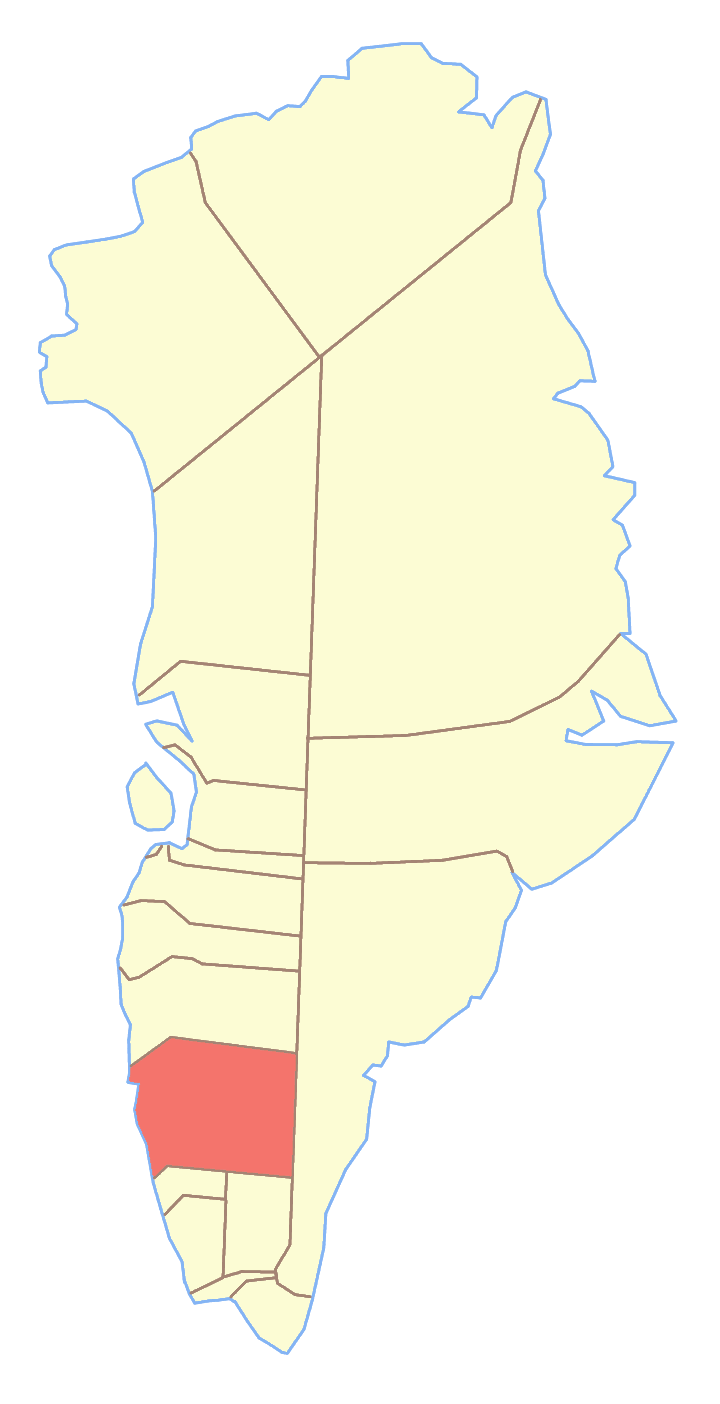
Ex comune di Nuuk, dove si trovava l'Aajuitsup Tasersua

L'Aajuitsup Tasersua è un lago della Groenlandia. Si trova a 64°08'N 51°30'O; appartiene al comune di Sermersooq.